# Hakim Ouro-Sama
Hakim Ouro-Sama (28 de dezembro de 1997) é um futebolista profissional togolês que atua como defensor.

## Carreira
Hakim Ouro-Sama representou o elenco da Seleção Togolesa de Futebol no Campeonato Africano das Nações de 2017.